# Karl Ostricek
Karl Ostricek (* 10. Dezember 1900; † 7. Mai 1930) war ein österreichischer Fußball-Nationalspieler. Zwischen 1921 und 1924 hütete er 17 Mal das Tor der österreichischen Nationalmannschaft.

## Karriere
Karl Ostricek begann seine Tormannkarriere in der Ersten Klasse beim Favoritner Verein ASV Hertha Wien, wo es ihm in der Saison 1917/18 erstmals regelmäßig gelang, den ehemaligen Nationaltormann Anton Desnohlidek aus dem Tor zu verdrängen. In der Meisterschaft konnte er mit der Hertha zwar keine bedeutende Rolle spielen, dennoch wusste Karl Ostricek zu gefallen und spielte ab 1920 regelmäßig in der Wiener Auswahl. Sein Länderspieldebüt am 26. März 1921 war von kuriosen Umständen begleitet, denn eigentlich hätte gegen Schweden Otto Janczik vom WAF spielen sollen, doch dieser hatte Lampenfieber bekommen. Ersatzmann Ostricek lieferte beim 2:2 ebenso ein nervöses Spiel, konnte sich allerdings beim 4:1-Sieg gegen Ungarn einen Monat später auszeichnen – er parierte unter anderem einen Elfmeter – und sich daher für die folgenden Jahre bis Ende 1924 als Einsergoalie etablieren.
In der Saison 1923/24 belegte Karl Ostricek einen Abstiegsplatz mit der Hertha, sodass er zur Vienna wechselte. Hierbei erreichte er als Cupfinalist 1925 und mit der Vizemeisterschaft 1926 schöne Erfolge. Im Endspiel des ÖFB-Cup war Ostriceks Team gegen die Amateure dank Antonin Bulla zwar in Führung gegangen, bei strömenden Regen mussten sich die Döblinger allerdings letztlich 1:3 geschlagen geben. Nach dem Wiederaufstieg der Hertha ging Karl Ostricek zurück zu seinem Stammverein nach Favoriten. Ein Augenleiden und die damit verbundene zunehmende Erblindung machten es ihm jedoch zusehends schwer, das Fußballspiel weiter zu pflegen. Im Alter von 29 Jahren nahm er sich am 7. Mai 1930 das Leben.

## Erfolge
- 1 × Österreichischer Vizemeister: 1926
- 1 × Österreichischer Cupfinalist: 1925

- 17 Spiele für die österreichische Fußballnationalmannschaft von 1921 bis 1924

| Personendaten    | Personendaten                   |
| ---------------- | ------------------------------- |
| NAME             | Ostricek, Karl                  |
| KURZBESCHREIBUNG | österreichischer Fußballspieler |
| GEBURTSDATUM     | 10. Dezember 1900               |
| STERBEDATUM      | 7. Mai 1930                     |
| STERBEORT        | Wien                            |